# Tjekkoslovakiets kommunistiske parti
Tjekkoslovakiets kommunistiske parti (tjekkisk: Komunistická strana Československa (KSČ)) var et kommunistisk og marxistisk-leninistisk parti i Tjekkoslovakiet, der eksisterede fra 1921 til 1992. Partiet var medlem af Komintern indtil Kominterns opløsning i 1943 og var ledet af Klement Gottwald fra 1929 til 1953.
KSČ var det eneste regeringsparti i Tjekkoslovakiets Socialistiske Republik (ČSSR), der eksisterede fra 1948 til 1990</ref> Efter af have vundet valget i det netop befriede Tjekkoslovakiet i 1946 overtog partiet med støtte af Sovjetunionen magten i Tjekkoslovakiet i 1948 ved Pragkuppet og etablerede herefter en etpartistat støttet af Sovjetunionen. Efter magtovertagelsen gennemførte partiet omfattende nationaliseringer, hvor alle private virksomheder blev overtaget af staten, bortset fra helt små virksomheder.
KSČ var et kommunistisk parti baseret på demokratisk centralisme, et princip formuleret af Vladimir Lenin, der bygger på demokratisk og åben diskussion af politiske emner, hvorefter de centralt trufne beslutninger føres ud i livet i fuld enighed. Det højeste organ i partiet var Partikongressen, der mødtes hvert femte år. Mellem Partikongressens samlinger var centralkomiteen det øverste organ. Da centralkomitéen alene holdt møder to gange om året, blev de fleste daglige beslutninger udført af politbureauet. Partiets leder var regeringschef og havde titel af enten generalsekretær, premierminister eller statsoverhoved, men holdt aldrig disse titler samtidig.
I 1968 foreslog partileder Alexander Dubček en række reformer, der bl.a. indebar en demokratiseringsproces, hvilket ledte til Foråret i Prag, hvilket førte til, at Warszawapagten invaderede Tjekkoslovakiet efter ordre fra Sovjetunionen. Efter invasionen blev reformerne tilbageført og partiets ledelse blev overtaget af en Moskva-tro partiledelse, og der blev indledt omfattende udrensninger af reformvillige kommunister og andre, der havde støttet Dubčeks linje.
I forbindelse med ændringerne i Østeuropa i 1989 måtte partiets ledelse efter stærkt pres under Fløjlsrevolutionen udpege en regering med et flertal af ikke-kommunister. Ved det frie valg i 1990 vandt det midtersøgende Borgerforum og kommunistpartiet trådte tilbage. I november 1990 opdeltes partiet i et tjekkisk og et slovakisk kommunistparti.
Komministparitet blev i 1993 erklæret for en kriminel organisation.

## Historie

### 1921–45
Tjekkoslovakiets kommunistiske parti blev grundlagt på en kongres afholdt af det Tjekkoslovakiets Socialdemokratiske Parti (Venstre), der blev afholdt i Prag den 14.-16. maj 1921. Avisen Rudé právo (Rød Lov), der tidligere havde været partiavis for Venstre-socialdemokraterne, blev partiavis for det nye kommunistparti. Som partiets første formand blev valgt Václav Šturc, den første næstformand Bohumír Šmeral og anden næstformand Vaclav Bolen. Partiet var et blandt omkring 20 partier, der var aktive i den første Tjekkoslovakiske republik, men partiet nåede aldrig at komme i regering. Ved valget i 1925 opnåede partiet 934.223 stemmer (13.2%, næststørst) og 41 pladser i parlamentet.
Partiet var Tjekkoslovakiets medlem at Komintern og var i 1928 den næststørste afdeling af Komintern med et anslået medlemstal på ca. 138.000, mere end dobbelt så meget end medlemstallet i det franske kommunistparti.
I 1929 blev Klement Gottwald partisekretær efter en udrensning i partiet af diverse medlemmer, der støttede Trotskij og Venstre Internationale. Ved valgene i 1929 og 1935 op nåede partiet 10.2% og 10,32% af stemmerne, hvilket gjorde partiet til det fjerdestørste parti i Tjekkoslovakiet.
Partiet blev kendt ulovligt i oktober 1938, men fortsatte med at eksistere som en undergrundsorganisation. Efter Nazi-Tyskland og Sovjetunionen indgik Molotov-Ribbentrop-pagten, brød anti-tyske demonstrationer ud i Prag i oktober 1939. Protesterne fik Komintern til at pålægge partiet at være imod protesterne, som de hævdede, at "chauvinistiskee elementer" stod bag.
Under 2. verdenskrig flygtede mange KSČ ledere til Sovjetunionen, hvor de planlagde at udvide partiets magtbase den dag krigen blev afsluttet.

### 1945 - 1968
I årene fra 1945 til 1948 indgik kommunistpartiet i en koalitionsregering med andre politiske partier i landet. Efter krigsafslutningen voksede partiets medlemstal voldsomt. Ved det første frie valg efter befrielsen i 1946 havde kommunistpartiet omkring en million medlemmer, og partiet blev det største parti ved valget. Efter valget blev partiets formand Klement Gottwald premierminister i Tjekkoslovakiet. Den politiske situation i Tjekkoslovakiet i årene efter krigsafslutningen var ustabil, og med støtte fra Sovjetunionen gennemførte kommunistpartiet i februar 1948 et kup (Pragkuppet), hvor kommunisterne overtog magten i landet. Efter kommunistpartiet havde taget magten, udviklede det en struktur og regeringsform, der var kopieret fra det sovjetiske kommunistparti. Magten blev formelt placeret den den "Nationale Front", en koalition, hvor kommunistpartiet besad ⅔ af pladserne. De resterende ⅓ var fordelt mellem fem andre partier, men reelt havde KSČ fuld kontrol med den politiske magt, og de øvrige partier ("blokpartier") var uden praktisk indflydelse.
Efter Pragkuppet udbrød uenigheder mellem Gottwald og den næstmest indflydelsesrige politiker i partiet, generalsekretær Rudolf Slánský, over omfanget af indførelsen af den sovjetiske politiske samfundsmodel. Uenighederne kulminerede i 1951, hvor Slánský og flere andre højtstående kommunister blev arresteret og anklaget for en "trotskistisk-Titoisktisk-Zionistisk conspiration". De arresterede blev sat for retten ved en skueproces i 1952, og Slánský og 10 andre tiltalte blev fundet skyldige og herefter henrettede.
I begyndelsen af 1960'erne undergik Tjekkoslovakiet økonomisk krise og i 1968 overtog en række reformvenlige kommunister under ledelse af Alexander Dubček ledelsen af KSČ. Under Dubček blev påbegyndt en række reformer, kendt som Foråret i Prag, hvor Dubček søgte at gennemføre "socialisme med et menneskeligt ansigt".
Sovjetunionen frygtede, at liberaliseringerne i Tjekkoslovakiet ville erodere fundamentet for socialismen og kontrollen med Østblokken og den 21. august 1968 blev Tjekkoslovakiet invaderet af Warszawapagten. Den politiske begrundelse for invasionen blev efterfølgende formuleret af Sovjetunionens generalsekretær Leonid Bresjnev som Bresjnevdoktrinen.

### 1969 - 1989
Efter invasionen blev Dubček i april 1969 afsat som generalsekretær og erstattet af Gustáv Husák. Dubček blev ekskluderet af partiet i 1970. De reformvenlige medlemmer af partiet udrenset, og partiet anlagde en linje, der fulgte Moskvas linje. Perioden var dog præget af to fløje: En moderat og pragmatisk fløj og en dogmatisk fløj.
Den moderate fløj var repræsenteret ved bl.a. Gustáv Husák og premierminister Lubomír Štrougal. Den moderate fløj tog afstand fra Dubčeks reformer, men fik imidlertid indarbejdet en del af reformerne i det officielle partiprogram og havde en forholdsvis pragmatisk holdning til dissidenter. Den dogmatiske fløj bestod bl.a. af Vasiľ Biľak, der var formand for partiets ideologiske komité, og Karel Hoffman. Den dogmatiske fløj var stærk modstander af økonomiske reformer og ønskede en stejl holdning overfor dissidenter.

### 1989 - 1992
I forbindelse med omvæltningerne i Østeuropa i 1989 mistede partiet magten under Fløjlsrevolutionen. Som følge af revolutionen trådte Miloš Jakeš og resten af præsidiet af i november 1989. Jakeš blev efterfulgt af Karel Urbanek, der var ved magten i omkring en måned inden partiet formelt i december måned 1989 overlod magten til den første ikke-kommunistiske regering i Tjekkoslovakiet i 41 år. Regeringen blev indsat af Husák, er fortsat var landets præsident.
På partikongressen i dagene 3.-4. november 1990 blev partiet omdøbt til KSČS og blev omdannet til en føderation af de to kommunistiske partier: Böhmens og Mährens kommunistparti (KSČM) og Slovakiets kommunistparti (KSS). Pavol Kanis blev formand for KSČS føderationens råd. De to partier i føderationen bevægede sig imidlertid i hver sin politiske retning og der var store spændinger mellem dem. Det slovakiske kommunistparti KSS blev omdannet til det Demokratiske venstreparti (SDL) den 26. januar 1991, men forblev i KSČS, selvom partiet ikke formelt var et kommunistparti.
I august 1991 blev KSČS på begæring af SDL omdannet til "Føderationen af Kommunistpartiet i Böhmen og Mähren og det Demokratiske venstreparti (Federácie KSČM a SDĽ). Forsøg på optagelse af mindre slovakiske kommunistpartier mislykkedes. På den første kongres i SDL i december 1991 trak SDL sig formelt ud af føderationen med KSČM, og føderationen blev formelt erklæret opløst i april 1992.
I marts 1995 blev stiftet et politisk parti i Tjekkiet under navnet Det Tjekkoslovakiske Kommunistparti, og partiet hævdede at være arvtager til KSČ. KSČM har afvist, at partiet har nogen ret til "arven" efter KSČ.

## Partiledere
Titlen for lederen af KSČ har skiftet flere gange. Lederne blev kaldt styreleder (Předseda) fra 1945 til 1953, førstesekretær (První Tajemník) fra 1953 til 1971 og generalsekretær (Generalni Tajemník) fra 1921 til 1945 og igen fra 1971 til 1989.
|                  |                                                                  | Titel*                           | Embedsperiode                                                                                  |
| ---------------- | ---------------------------------------------------------------- | -------------------------------- | ---------------------------------------------------------------------------------------------- |
| Václav Šturc     |                                                                  | Generalsekretær                  | 1921–22                                                                                        |
| Alois Muna       |                                                                  | Generalsekretær                  | 1922–24                                                                                        |
| Josef Haken      |                                                                  | Generalsekretær                  | 1924–25                                                                                        |
| Bohumil Jílek    |                                                                  | Generalsekretær                  | 1925 – 1929                                                                                    |
| Klement Gottwald | Portrait of Klement Gottwald from chest upwards in suit with tie | Generalsekretær / Formand        | 1929 – 14. marts 1953 as Generalsekretær 1929–1945 as Formand 1945–1953                        |
| Antonin Novotný  |                                                                  | Førstesekretær                   | 14. marts 1953 – 5. januar 1968                                                                |
| Alexander Dubček |                                                                  | Førstesekretær                   | 5. januar 1968 – 17. april 1969                                                                |
| Gustáv Husák     | Portrait of Gustáv Husák wearing a suit, tie and spectacles      | Førstesekretær / Generalsekretær | 17. april 1969 – 17. december 1987 som første sekretær 1969–1971 som generalsekretær 1971–1987 |
| Miloš Jakeš      | Portrait of Milos Jakes wearing a hat, tie and coat              | Generalsekretær                  | 17. december 1987 – 24. november 1989                                                          |
| Karel Urbánek    |                                                                  | Generalsekretær                  | 24. november 1989 – 20. december 1989                                                          |
| Ladislav Adamec  |                                                                  | Formand                          | 21. december 1989 – 1. september 1990                                                          |

* Officielle titler på ledere af KSČ: 1921–1945 Generalsekretær (tjekkisk: generální tajemník; slovakisk: generálny tajomník); 1945–53 Formand (tjekkisk: předseda; slovakisk: predseda); 1953–1971 Første sekretær (tjekkisk: první tajemník;slovakisk: prvý tajomník); 1971–1989: Generalsekretær; 1989–1990 Formand.